# Карачаевци
Карачаевците са тюркски народ, който живее предимно в Русия, най-вече в автономната република Карачаево-Черкезия. В републиката те съставляват етническо мнозинство. Обитават долините и предпланинските дялове на Среден Кавказ, както и районите около Кубан, Зеленчук, Малка, Баксан, Черек и другаде.
Карачаевците са най-вече мюсюлмани, говорят на карачаево-балкарски език, който спада към кипчакския клон на тюркските езици.

## История
През 1828 година руската армия навлиза в земите, обитавани от карачаевците, и ги присъединява към Русия. Карачаевците участват в съпротивата на кавказките народи срещу Русия (1831 – 1860), но в периода 1861 – 1880 година много от тях избягват в Турция, за да се спасят от репресиите на руската армия. Репресиите продължават и по времето на Сталин (30-те години на 20 век).
През 1942 година немската армия окупира земите на карачаевците, които стават съюзници на Германия срещу съветската власт. Сталин ги наказва сурово, изселвайки жените и децата им през 1943 година в пустините на Казахстан, а мъжете изпраща на фронта в Източна Европа. Около 35% от карачаевците загиват от глад и болести. Едва през 1957 година е разрешено на първите групи да се завърнат по родните си места.

## Обичаи
Изолираният начин на живот в Кавказ е причина за своеобразните обичаи на карачаевците. Те живеят на общности, разделени на кланове и семейства: уйдеги – атаул – тукум – тиире.
Тукум означава родословно дърво на клана. По-известни тукуми са: Аци, Батча, Байчора, Байрамук, Бекиз, Бостан, Цатто, Хубей), Карабаш, Лайпан, Лепшок, Озден, Силпагар, Ситек, Теке, Тотуркул. Общо тукумите са около 32.
Карачаевците са изключително свободолюбиви и държат на свободата си. Целият им живот се ръководи от обичаи: за сватбата, за погребението, за вземането на семейни решения. Гостът в карачаевския дом е на висока почит: той никога няма да бъде обиден или нападнат, а животът му се охранява. Жените са с ограничени права, те обикновено не напускат дома, особено през зимата. Затова нямат и зимни дрехи. Обидата към родителите е обикновено с фатален изход за обидилия. Кръвното отмъщение е все още разпространено.